# Naushonia japonica
Naushonia japonica is een tienpotigensoort uit de familie van de Laomediidae. De wetenschappelijke naam van de soort is voor het eerst geldig gepubliceerd in 2004 door Komai.